# Valutazione integrata
La valutazione integrata può essere definita come quel processo decisionale che aiuta ad evidenziare, all'interno di piani o programmi, le coerenze interne e le coerenze esterne dello strumento di programmazione, oltre che gli effetti futuri ed attesi che "ne derivano sul piano ambientale, territoriale, economico, sociale e sulla salute umana considerati nel loro complesso".

## La normativa vigente
La valutazione integrata è disciplinata:
- a livello europeo dalla Direttiva dell'Unione Europea 2001/42/CE del Parlamento e del Consiglio Europeo concernente la valutazione degli effetti di determinati piani e programmi sull'ambiente;
- a livello nazionale dal D.Lgs n. 4 del 16 gennaio 2008 “Ulteriori disposizioni correttive ed integrative del decreto legislativo 3 aprile 2006 n. 152 recante norme in materia ambientale”;
- a livello regionale dalla Legge Regione Toscana n. 01/2005 “Norme in materia di Governo del Territorio”, dal Regolamento di attuazione DPG n. 4/R/2007 e dalla Legge Regione Toscana n. 69/2007 “Norme sulla promozione della partecipazione alla elaborazione delle politiche regionali e locali”.

### La Direttiva Europea 2001/42/CE
Obiettivo principale della Direttiva Europea sulla valutazione ambientale strategica (VAS) è quello di favorire la tutela dell'ambiente, valutando gli effetti ambientali tutti quei piani e programmi significativi. Le procedure di VAS sono state normate in tutti gli Stati membri dell'Unione europea anche con l'intento di favorire la partecipazione delle persone in relazione agli effetti ambientali che si possono produrre con l'attuazione di un piano o programma. Per la Direttiva Europea la valutazione deve essere applicata a tutti i piani e programmi che vengono redatti nell'ambito "agricolo, forestale, della pesca, energetico, industriale, dei trasporti, della gestione dei rifiuti e delle acque, delle telecomunicazioni, turistico, della pianificazione territoriale o della destinazione dei suoli e che definiscono il quadro di riferimento per l'autorizzazione dei progetti elencati negli allegati I e II della direttiva 85/337/CE o per i quali, in considerazione dei possibili effetti sui siti si ritiene necessaria una valutazione ai sensi degli artt. 6 e 7 della direttiva 92/43/CEE" (art. 3 Direttiva Europea 2001/42/CE). La direttiva stabilisce inoltre che nell'ambito di una procedura di VAS deve essere redatto un rapporto ambientale, a supporto della fase di valutazione. Secondo la prassi tecnico-amministrativa tale rapporto ambientale deve comprendere una valutazione integrata della coerenza ambientale interna ed esterna; questa parte mira a definire la coerenza tra gli obiettivi del piano-programma in valutazione e quelli definiti dalle politiche ambientali predefinite; questa analisi serve soprattutto per affrontare preventivamente, e per gestire, eventuali contrasti tra gli attori interessati dal piano, prima che i problemi sfocino in conflitti sociali in materia d'ambiente. 

### La Legge Regione Toscana n. 01/2005
Con la Legge Regione Toscana 01/2005 (art. 11, comma 5) si recepisce quanto disposto dalla Direttiva Europea e si cerca di superare i limiti della stessa introducendo il concetto di valutazione integrata, la quale cerca di abbracciare tutto il processo decisionale del piano, andando oltre la sola valutazione ambientale. La valutazione diventa in tal modo una componente effettiva della costruzione del piano e del processo progettuale, con una forte attenzione rivolta al controllo della sostenibilità.

### Il DPGR n. 04/R/2007
Dalle suddette fonti normative, regionale ed europea, deriva il Regolamento regionale Attuativo n. 4/R del 9 febbraio 2007, che disciplina la valutazione integrata. All'interno di tale documento la Regione Toscana individua i criteri, le procedure e le modalità tecniche affinché sia possibile effettuare una valutazione integrata e le relative forme di partecipazione. Secondo quanto definito all'art. 4 del suddetto regolamento, la valutazione integrata è quel processo decisionale che cerca di evidenziare, all'interno di piani o programmi, le coerenze interne e le coerenze esterne dello strumento di programmazione, oltre che gli effetti futuri ed attesi che "ne derivano sul piano ambientale, territoriale, economico, sociale e sulla salute umana considerati nel loro complesso".
Caratteristica della valutazione integrata è quella di:
- introdurre all'interno del processo valutativo la partecipazione di soggetti esterni all'amministrazione;
- mettere a disposizione le informazioni acquisite;
- monitorare gli effetti attesi attraverso un set di indicatori predefiniti;
- effettuare, ove previsto, una valutazione ambientale secondo quanto disposto dalla Direttiva Europea 2001/42/CE.

## Obiettivo della valutazione integrata
Scopo della valutazione integrata è quello di verificare, da un punto di vista tecnico, se le risorse essenziali del territorio (aria, acqua, ecosistemi della fauna e della flora, città e sistemi di insediamenti, paesaggio e documenti della cultura, sistemi tecnologici e infrastrutturali) sono utilizzate secondo il principio della compatibilità. Deve cioè verificare che le scelte effettuate siano conformi agli obiettivi generali di pianificazione territoriale e di sostenibilità definiti a livello comunitario, nazionale, regionale e provinciale. In questo modo sarà possibile evidenziare l'esistenza di possibili impatti negativi derivanti dalle scelte effettuate e le azioni da intraprendere per "impedirli, ridurli o compensarli". 

## Ambiti di applicazione della valutazione integrata
La valutazione integrata è applicata a:
- piani strutturali con relative varianti di piano;
- atti di governo del territorio identificabili in regolamenti urbanistici, piani complessi di intervento e piani attuativi, piani e programmi di settore, accordi di programma, ed altri atti di programmazione negoziata.

## Fasi della valutazione integrata
Secondo quanto disposto dal regolamento di attuazione il processo valutativo può essere effettuato in più momenti, in relazione alla complessità del provvedimento da analizzare. Il regolamento definisce cosa appartiene alla fase iniziale e cosa alle fasi intermedie, specificando che trattasi di valutazione ex ante e valutazione in itinere al progetto. 
Il regolamento di attuazione fornisce inoltre le basi metodologiche di consequenzialità valutativa: 
- valutazione degli obiettivi;
- conoscenze;
- verifiche di coerenza;
- valutazione degli effetti attesi.

## Le verifiche di coerenza
Componenti fondamentali della valutazione integrata sono le verifiche di coerenza. Si tratta di analisi e confronti tecnici finalizzati a verificare in modo puntuale che siano garantite le esigenze indicate nel piano o nel programma e la coerenza degli obiettivi, ovvero la possibile esistenza di contraddizioni tra obiettivi e linee di indirizzo del piano e gli obiettivi della sostenibilità ambientale. 
Le verifiche di coerenza si suddividono in verifiche di coerenza esterna e di coerenza interna. Le prime sono finalizzate a verificare che le scelte indicate negli strumenti di pianificazione o di governo del territorio siano compatibili con i criteri di sostenibilità e le limitazioni imposte dalla tutela delle risorse.
Si parla di valutazioni di coerenza interna quando l'analisi è finalizzata a verificare l'esistenza di coerenza tra linee di indirizzo, obiettivi generali e specifici, alternative, azioni e risultati attesi dello strumento di pianificazione territoriale o dell'atto di governo del territorio.

## La valutazione degli effetti attesi
La finale rappresentazione del processo valutativo, che sottolinea le possibili ricadute ambientali, territoriali, sociali, economiche e sulla salute umana derivanti dall'attuazione dello strumento di pianificazione territoriale, si definisce valutazione degli effetti attesi. Questa valutazione viene messa in atto attraverso un sistema di monitoraggio. 

## I documenti della valutazione
La relazione di sintesi rappresenta il documento principale del processo di valutazione che racchiude al suo interno tutti i passaggi affrontati dalla valutazione integrata: 
- le verifiche di coerenza;
- gli effetti attesi;
- il monitoraggio.

## Soggetti coinvolti nella valutazione
Partecipano al processo della valutazione integrata i soggetti istituzionali (comuni, consorzi di bonifica, province, soprintendenze per i beni ambientali e architettonici, ecc.), le parti sociali e le associazioni ambientaliste (associazioni di categoria, università ed enti di ricerca, ecc.). La partecipazione di tutti i soggetti coinvolti avviene tramite un confronto. 

## Normativa
- Direttiva Europea 2001/42/CE del Parlamento e del Consiglio Europeo concernente la valutazione degli effetti di determinati piani e programmi sull'ambiente;
- D.Lgs n. 4 del 16 gennaio 2008 “Ulteriori disposizioni correttive ed integrative del decreto legislativo 3 aprile 2006 n. 152 recante norme in materia ambientale”;
- Legge Regione Toscana n. 1/2005 “Norme in materia di Governo del Territorio”;
- Regolamento di attuazione DPG n. 4/R/2007;
- Legge Regione Toscana n. 69/2007 “Norme sulla promozione della partecipazione alla elaborazione delle politiche regionali e locali”.